# 몬테플라비오
몬테플라비오(이탈리아어: Monteflavio)는 이탈리아 라치오주 로마현에 위치한 코무네다. 로마로부터 북동쪽 35km 거리에 있다.